# Gladys Requena
Gladys del Valle Requena (9 tháng 11 năm 1952) là một chính trị gia Venezuela, từng là thành viên của Quốc hội và bộ trưởng. Bà hiện là thành viên của Quốc hội lập hiến 2017.

## Sự nghiệp
Cô chuyển đến Vargas cùng gia đình để tìm điều kiện sống tốt hơn. Cô là giáo sư tiếng Tây Ban Nha và văn học, tốt nghiệp Học viện Pedutoóagico de Caracas năm 1977, và tốt nghiệp luật sư tại Đại học Trung tâm Venezuela năm 1982. Cô chuyên ngành luật lao động.
Bà là phó chủ tịch Quốc hội cho Nhà nước Vargas và là chủ tịch của Ủy ban Văn hóa và Giải trí Thường trực của Quốc hội. Bà cũng là một trong những người sáng lập Viện Phụ nữ ở Vargas (IREMUJER) và Mạng lưới Phụ nữ ở Vargas năm 1997, đồng thời là thành viên của ủy ban tổ chức của Tổ chức Phụ nữ Cách mạng Thống nhất năm 2007 và ủy ban quốc gia về hình thức của Mặt trận Phụ nữ Quốc gia năm 2009.
Requena đã được ủy quyền trong một số hội nghị cho Liên đoàn Dân chủ Quốc tế Phụ nữ (WIDF), chẳng hạn như Hội nghị thượng đỉnh Diễn đàn São Paulo ở Caracas, 2012, Ủy ban chỉ đạo của WIDF tại Brussels, 2009 và Hội nghị khu vực WIDF lần thứ năm tại Ecuador, 2009. Từ 2011 đến năm 2014, bà là đại biểu Quốc hội tại Liên minh Nghị viện trong sáu hội nghị thượng đỉnh tại Thành phố Panama, Bern, Kampala, Thành phố Quebec và Geneva. Cô hiện là thành viên của Quốc hội lập hiến 2017.

## Danh dự
- Ngày 27 tháng 6 Thứ tự hạng hai. Bộ Giáo dục. 1997.
- Huân chương Nữ anh hùng Venezuela. Chủ tịch nước Cộng hòa. 2009.
- Arminio Borjas Đơn hàng lớp. Liên đoàn luật sư đại học. 2009.